# Villar del Puerto
Villar del Puerto es una localidad española, perteneciente al municipio de Vegacervera, en la provincia de León y la comarca de la Montaña Central, en la Comunidad Autónoma de Castilla y León. 
Situado sobre el Arroyo de la Ciñera o Arroyo de Villar, afluente del río Bernesga.
Los terrenos de Villar del Puerto limitan con los de Cármenes, Almuzara, Gete y Valporquero de Torío al noreste, Valle de Vegacervera y Coladilla al este, Serrilla, Matallana de Torío y Orzonaga al sureste, Llombera al sur, Huergas de Gordón y Santa Lucía de Gordón al suroeste, Ciñera y La Vid de Gordón al oeste y Villasimpliz, Villamanín, Fontún de la Tercia, Velilla de la Tercia, Barrio de la Tercia al noroeste.
Perteneció al antiguo Concejo de Vegacervera.